# Louvignies-Quesnoy
Louvignies-Quesnoy – miejscowość i gmina we Francji, w regionie Hauts-de-France, w departamencie Nord.
Według danych na rok 1990 gminę zamieszkiwało 915 osób, a gęstość zaludnienia wynosiła 109 osób/km² (wśród 1549 gmin regionu Nord-Pas-de-Calais Louvignies-Quesnoy plasuje się na 589. miejscu pod względem liczby ludności, natomiast pod względem powierzchni na miejscu 425.).